# Gerda Rogers

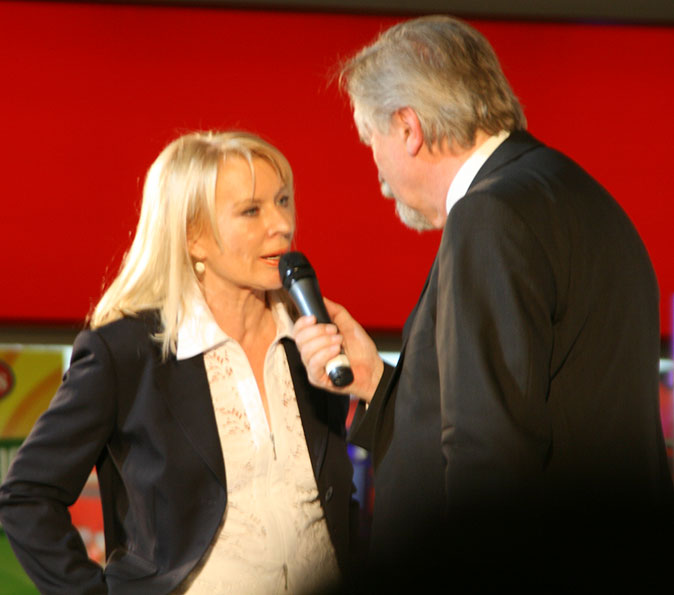
Gerda Rogers mit Peter Rapp (2007)

Gerda Rogers (* 1. Jänner 1942 als Gerda Beck in Mährisch Schönberg im Protektorat Böhmen und Mähren) ist eine österreichische Astrologin und Radiomoderatorin.

## Leben
Gerda Rogers wuchs mit ihrer eineiigen Zwillingsschwester Renate und der älteren Schwester Inge in Mährisch-Schönberg auf. Im Alter von drei Jahren musste die Familie aus Mähren flüchten und landete in der Nähe von Frankfurt am Main. Die Zusammenführung mit dem aus dem Wien stammenden Vater sollte erst fünf Jahre später erfolgen. Anschließend übersiedelte die Familie in die Nähe von Steyr. Über ihre traumatischen Erlebnisse als Flüchtlingskind sprach Rogers mehrfach in Interviews.
Mit 15 Jahren kam sie nach Wien, um gemeinsam mit ihrer Zwillingsschwester eine Kosmetikausbildung, die Ballettschule sowie die Schauspielschule Krauss zu absolvieren.
Im Alter von 19 Jahren wurde Rogers Mutter eines Sohnes und lebte mit ihrer Familie in Steyr. Gemeinsam mit Renate baute sie erfolgreich die bis heute bestehende Modeboutique Eliette in Linz sowie eine mittlerweile geschlossene Filiale in Steyr auf.
Nach ihrer Scheidung heiratete sie den Regisseur und Stuntman James Rogers, mit dem sie unter anderem in Bangkok, Teheran und zuletzt fünf Jahre in Rom lebte. Nach der Scheidung dieser zweiten Ehe lebte Gerda Rogers viele Jahre in Linz, seit 2000 in Baden bei Wien.
Während ihrer Zeit in Rom sammelte sie erste Erfahrungen mit dem Thema Astrologie, der sie sich allerdings erst nach ihren gescheiterten Ehen gänzlich widmete. Das erste Engagement folgte bald im Landesstudio des ORF Oberösterreich, wo sie monatlich in der Sendung Harmonie auftrat, bevor sie von Bernhard Knappe zu Ö3 geholt wurde. Seit April 1991 moderiert sie die Astrologie-Sendung Sternstunden (seit 2019 Treffpunkt Sternstunden) des österreichischen Popmusiksenders Ö3. Vor allem aufgrund des großen Erfolgs der Sendung erlangte sie in Österreich Kultstatus und bescherte dem Sender überdies eine der bekanntesten Sendungen. Erster Moderator ihrer Sendung war Oliver Baier. Später hatte sie Gerald Votava an ihrer Seite, gefolgt von Peter L. Eppinger, bei dessen Hochzeit mit Ehefrau Nina sie als Trauzeugin fungierte. Seit 2014 moderierte Sylvia Graf alternierend mit Thomas Kamenar die Sendung. Im Juni 2022 wurde bekannt, dass Kamenar den Sender verlassen wird. Ihm folgte Philipp Hansa als Moderator.
In den Jahren 2001, 2013, 2016 und 2019 war Rogers Gast im Ö3-Talkformat Frühstück bei mir.
In der 2005 erschienenen, österreichischen Fassung des Animationsfilms Himmel und Huhn synchronisierte sie zusammen mit Peter L. Eppinger die Außerirdischen.
Im Jahr 2006 nahm sie an der zweiten Staffel des ORF-Tanzwettbewerb Dancing Stars mit Profitänzer und Sieger der ersten Staffel Andy Kainz teil, schied allerdings schon in der ersten Runde aus. Mit 1,5 Millionen Zusehern erreichte die Folge eine besonders hohe Einschaltquote.
Im Juli 2017 wurde sie als Teil des Personen-Komitees von Sebastian Kurz bei der Wahl zum Bundeskanzler Österreichs präsentiert.
2018 präsentierte sie ihre Autobiographie Gerda Rogers – Ein Leben mit den Sternen, die sie gemeinsam mit Buchautor Clemens Trischler schrieb und zum Bestseller wurde.
Im Jahr 2019 widmete ihr die Popband Wanda auf ihrem Album den Song Gerda Rogers. Im Musikvideo zum Sommerhit Marie der Popband Alle Achtung übernahm sie eine Gastrolle, außerdem wird sie im Liedtext besungen.
Laut einer Google-Analyse war sie in den 2010er-Jahren die meistgegoogelte Frau Österreichs.
2021 präsentierte sie mit „Elements of Stars“ ihre eigenen vier Gesichtscremen für die Elemente Feuer, Wasser, Luft und Erde. Zeitgleich brachte sie in Kooperation mit dem Fashionmagazin Style up your Life eine eigene T-Shirt Kollektion mit lustigen Sprüchen für alle 12 Tierkreiszeichen auf den Markt.
2022 präsentierte sie eine auf 10 000 Stück limitierte Goldmünzen-Kollektion für alle zwölf Tierkreiszeichen.
2022 unterstützte sie die Wiederwahl-Kampagne von Alexander Van der Bellen zum Bundespräsidenten.
Im März 2023 brachte sie das limitierte Eau de Parfum „Sternenstaub“ auf den Markt.
Sie betreibt zwei astrologische Praxen für persönliche Beratungen in Baden bei Wien und Linz.
Bei seiner Partnerwahl ließ sich der Wiener Bauunternehmer Richard Lugner häufig von Rogers beraten.

## Tätigkeit als Testimonial
- Im Juni 2007 trat Gerda Rogers gemeinsam mit Familie Putz in Werbespots der Einrichtungshauskette XXXLutz auf.[35]
- Im März 2014 wurde sie als Testimonial des Foto-, Optik-, Hörgeräte- und Elektronikhandelsunternehmens Hartlauer präsentiert.[36]
- Für den Naturkosmetik- und Arzneimittelhersteller Weleda (Unternehmen) warb sie in Radiospots.[37]
- 2018 war sie die Werbeträgerin für den Energiehersteller Kelag.[38]
- Im Februar 2022 war Rogers in Radiospots für die Schweizer  Helvetia Versicherungen zu hören.[39]
- Im Oktober 2022 wurde sie als neues Testimonial der beiden Einkaufszentren Auhof Center und Riverside vorgestellt.[40] Unter anderem blickt sie  im eigens geschaffenen Café Rogers monatlich in das Horoskop der Kunden.[41] Außerdem ist sie seither Markenbotschafterin der Friseurkette Intercoiffeur Strassl Schaider sowie deren Eigenmarke Bionic.[42]
- Im Februar 2023 wurde sie Markenbotschafterin von Ochsner Wärmepumpen.[43]
- Im Oktober 2023 war sie in Werbespots für McDonald’s Austria zu sehen.[44]
- Für die „The Power of Elements“-Schuhkollektion von Silvia Schneider für die Schuhhandelskette Humanic ordnete Gerda Rogers die Modelle den jeweiligen Sternzeichen zu.

## Kritik
Dass Gerda Rogers als Astrologin regelmäßig Sendezeit im öffentlich-rechtlichen Rundfunk erhält, sorgt oft für Kritik, da die Sterndeuterei generell heftig umstritten ist.  Außerdem steht Rogers wegen der hohen Preise ihrer astrologischen Beratungen in der Kritik.

## Ehrungen
Die österreichische Band Wanda widmete ihr auf ihrem Album Ciao! (2019) einen Song. Sänger Marco Wanda sagte, er sehe in ihr eine moderne Schamanistin. Sie würde „in einer Zeit, in der das Spalten ausnahmslos am höchsten im Kurs steht (…) zeigen, was wir eigentlich gemeinsam haben“.
Im Juli 2022 erhielt sie von den Oberösterreichische Nachrichten den Mostdipf-Preis.

## Bücher
- Gerda Rogers’ Glückssterne. Grow-Verlag, Melk 1996, ISBN 3-9500038-5-1.
- Abrechnung mit den Sternen: eine Star-Astrologin zieht Bilanz. Ueberreuter, 2000, ISBN 3-8000-3770-X.
- Die Sternzeichen, und wo sie sich wohl fühlen. Ueberreuter, 2001, ISBN 3-8000-3704-1.
- Was ich dir sagen möchte – Deine Sterne stehen gut. von Gerda Rogers und Caroline Kleibel, Ecowin Verlag, 2005, ISBN 3-902404-20-5.
- Die Sternzeichen im Wassermann-Zeitalter. von Gerda Rogers und Peter Beck, Friedrich VDV, 2007, ISBN 3-902211-21-0.
- Die 12 Sterne-Küche von Gerda Rogers und Senta Ziegler, Molden Verlag, 2011
- Gerda Rogers: Ein Leben mit den Sternen, gemeinsam mit Clemens Trischler, Goldegg Verlag, 2018, ISBN 978-3-99060-062-7

## Fernsehauftritte
- 1994: Phettbergs Nette Leit Show (als Gast)[48]
- 1999: Starlight – Die Prominenten-Playbackshow
- 2003: Brüder II – Regie: Wolfgang Murnberger
- 2003: Der große Persönlichkeitstest[49]
- 2004: Expedition Österreich[50]
- 2004: Der große Liebestest[51]
- 2005: Himmel und Huhn (Synchronstimme)[52]
- 2006: Dancing Stars
- 2007: Wir sind Kaiser (als Gast)[53]
- 2007: Die liebe Familie – Next Generation: Das Verhältnis (als Stargast)[54]
- 2010: Willkommen Österreich (als Gast)[55]
- 2011: Okidoki (Kinderprogramm)
- 2011: Am Schauplatz: Alles steht in den Sternen[56]
- 2014: 2014 – Die Jahresrückblickshow[57]
- 2014: Vera – bei … Gerda Rogers[58]
- 2015: ORF-Lange Nacht der Museen 2015 (Live-Einstieg)[59]
- 2018: ORF-Lange Nacht der Museen 2018 (Live-Einstieg)[60]
- 2018: STÖCKL. (als Gast)[61]
- 2018: Vera. Das kommt in den besten Familien vor (gemeinsam mit Clemens Trischler)[62]
- 2019: Quiz mit Klasse[63]
- 2019: Menschen & Mächte: „Mondmagie – Unser Leben im Bann des Mondes“[64]
- 2019: Alle Achtung – „Marie“ (Musikvideo)
- 2019: ORF III Spezial: Unterwegs mit … Gerda Rogers und Der Nino aus Wien.[65]
- 2019: Denk mit Kultur (als Gast)[66]
- 2020: Walking on Sunshine – Regie: Andreas Kopriva
- 2020: Vera. (als Zuspielung)[67]
- 2021: Wir sind Kaiserin (als Gast)[68]
- 2021: Exclusiv – Das Starmagazin („Zu Besuch bei Gerda Rogers“)[69]
- 2021: STÖCKL. (als Gast)[70]
- 2022: Dok 1: Horoskope – Wer glaubt denn sowas[71]
- 2022: Pflanzendoc (als Gast)[72]
- 2022: Und wer hat’s erfunden? (mehrteilige TV-Show, Puls 4, gemeinsam mit Clemens Trischler)[73]
- 2024: Ein Leben für die Schönheit - Alltag der Schönheitschirurgen[74]
- 2024: Was gibt es Neues? (Promifrage)[75]